# Sven Tippelt
Sven Tippelt (* 3. Juni 1965 in Leipzig) ist ein ehemaliger deutscher Gerätturner. Seine größten Erfolge auf nationaler und internationaler Ebene, darunter drei Medaillen bei den Olympischen Sommerspielen 1988, errang er im Mehrkampf, am Barren und im Ringeturnen.

## Sportliche Erfolge

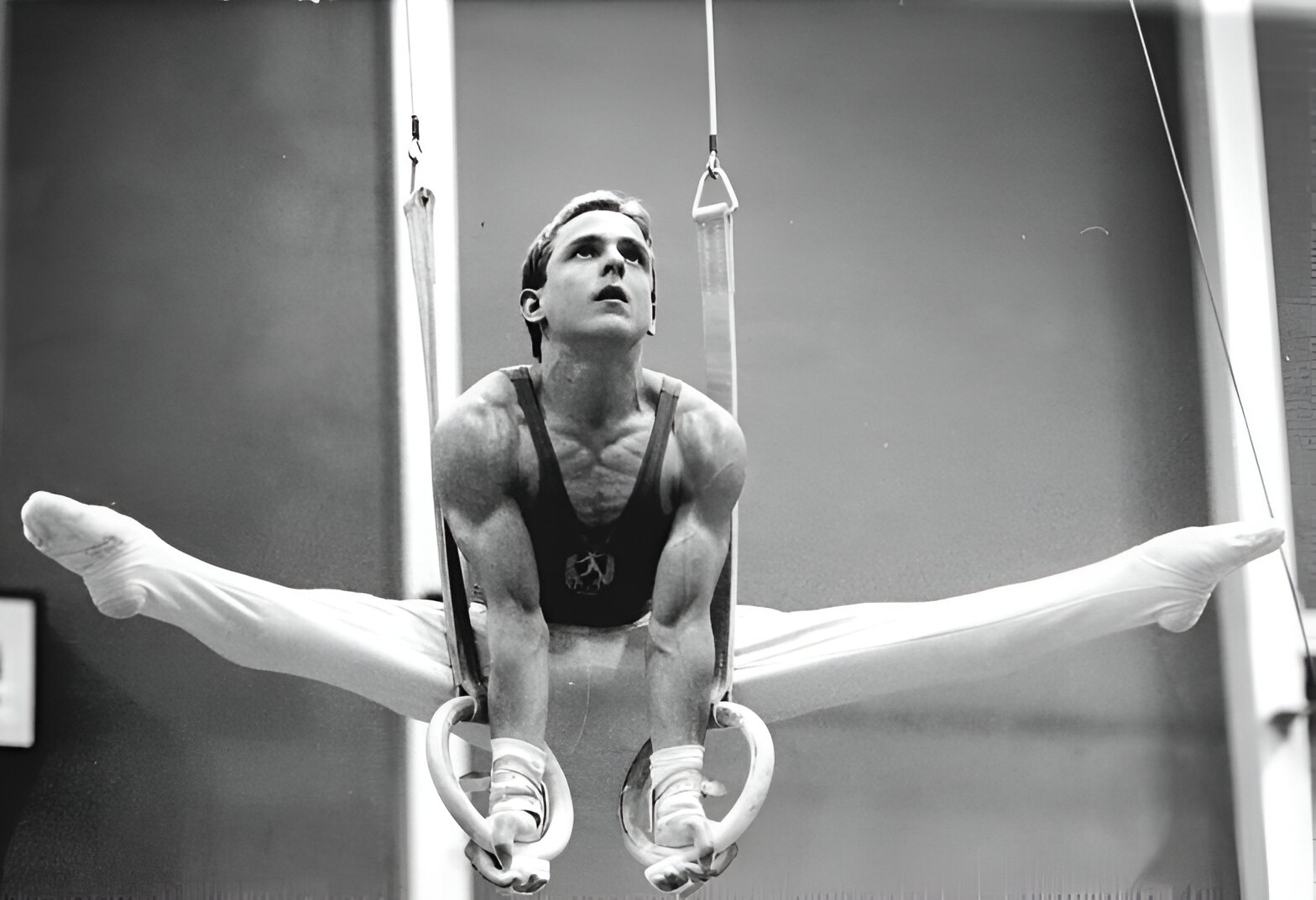
Sven Tippelt bei den DDR-Meisterschaften 1986

Sven Tippelt gewann bei den Olympischen Sommerspielen 1988 in Seoul für die Deutsche Demokratische Republik (DDR) startend eine Silbermedaille im Mannschaftsmehrkampf sowie je eine Bronzemedaille in den Einzelwettbewerben im Barren- und im Ringeturnen. Im Einzelmehrkampf belegte er den vierten Platz. Vier Jahre später erreichte er bei den Olympischen Sommerspielen 1992 in Barcelona mit der deutschen Mannschaft den vierten Platz im Mannschaftsmehrkampf. In den Einzelwettbewerben gelang ihm hingegen an keinem Gerät der Einzug in die Finalrunde.
Bei den Turn-Weltmeisterschaften gewann Sven Tippelt mit der DDR-Mannschaft 1989 eine Silbermedaille sowie 1985 und 1987 eine Bronzemedaille im Mannschaftsmehrkampf. Darüber hinaus belegte er bei den Weltmeisterschaften 1987 den dritten Platz am Barren. Dabei turnte er an diesem Gerät erstmals die später nach ihm benannte Tippelt-Kontergrätsche, die in den als Code de Pointage bezeichneten internationalen Wertungsvorschriften des Internationalen Turnerbundes unter der Bezeichnung „Tippelt“ als Übung der Schwierigkeitsstufe D gilt. Ein Jahr später turnte er bei den Olympischen Sommerspielen am Pauschenpferd ein weiteres später nach ihm benanntes Element der Schwierigkeitsstufe C.
In den Jahren 1985, 1986, 1987, 1989 und 1990 wurde er DDR-Meister im Einzelmehrkampf. Darüber hinaus gewann er die DDR-Meisterschaften 1985 und 1986 am Barren, 1986 und 1988 im Ringeturnen sowie 1986 im Bodenturnen und am Reck. Auch sein Vater Frank Tippelt war in den 1950er und 1960er Jahren mehrfach DDR-Meister im Geräteturnen. Die fünf Einzeltitel von Sven Tippelt bei den DDR-Meisterschaften 1986 stellen eine Leistung dar, die erst 2008 von Fabian Hambüchen bei den Deutschen Meisterschaften wiederholt wurde.
1988 erhielt Tippelt den Vaterländischen Verdienstorden in Silber.

## Leben nach dem Leistungssport
Nach den Olympischen Spielen 1992 zog sich Sven Tippelt verletzungsbedingt vom internationalen Leistungssport zurück, in den Folgejahren startete er bis zum Jahr 2000 in Bundesligawettkämpfen. Seit dem Ende seiner aktiven Laufbahn fungiert er als Trainer und Kampfrichter für den nordrhein-westfälischen Verein TuS Leopoldshöhe. Er hat einen Abschluss als Diplom-Sportlehrer von der Deutschen Hochschule für Körperkultur in Leipzig. Der Sportverein SC DHfK Leipzig war sein Heimatverein. Nach einer Umschulung ist er seit 2001 als Physiotherapeut tätig. Zum 1. November 2008 wurde er Landestrainer Kunstturnen beim Niedersächsischen Turnerbund.